# Loisach-Kochelsee-Moore

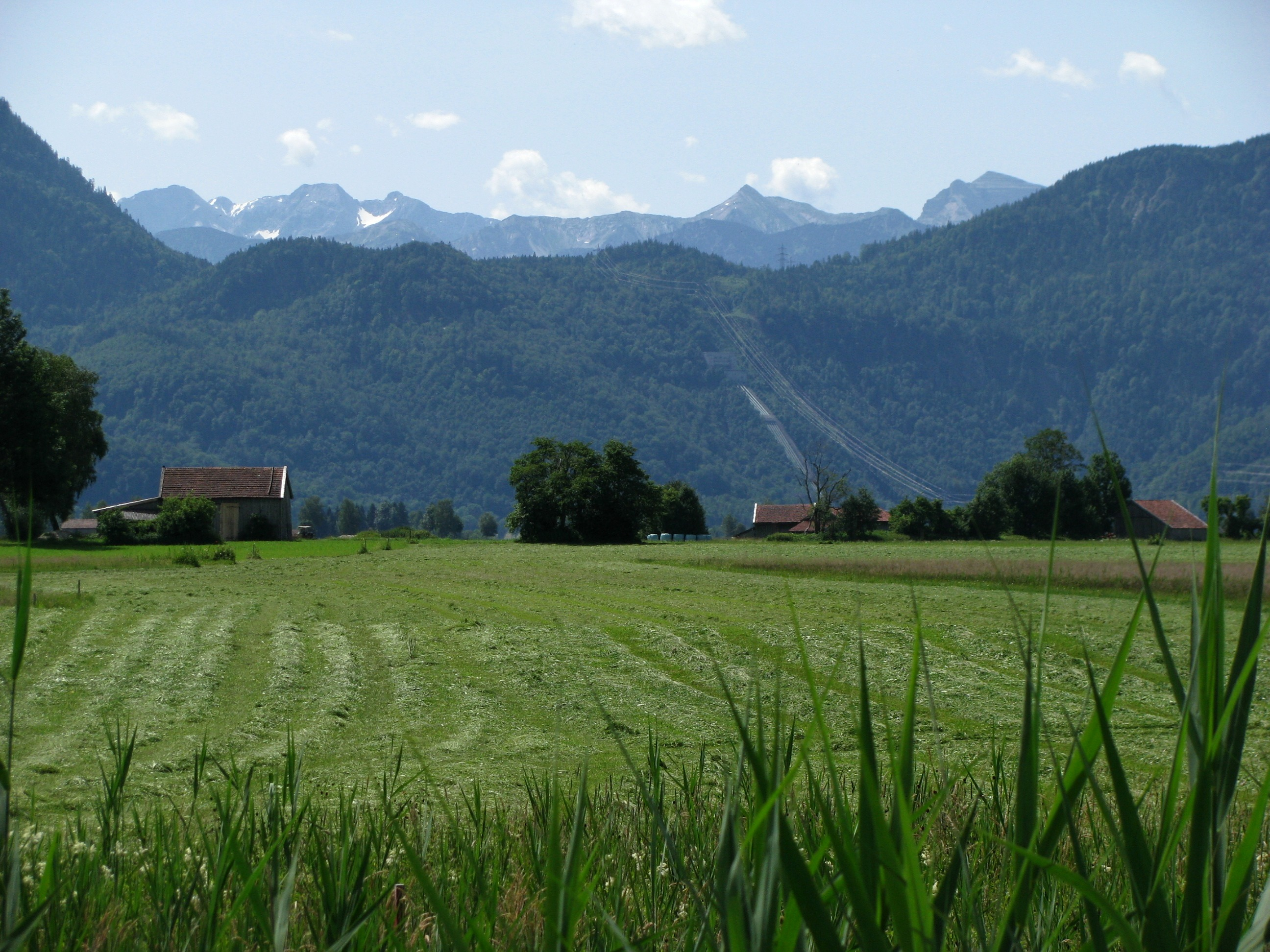
Loisach-Kochelsee-Moor vor dem Kesselberg

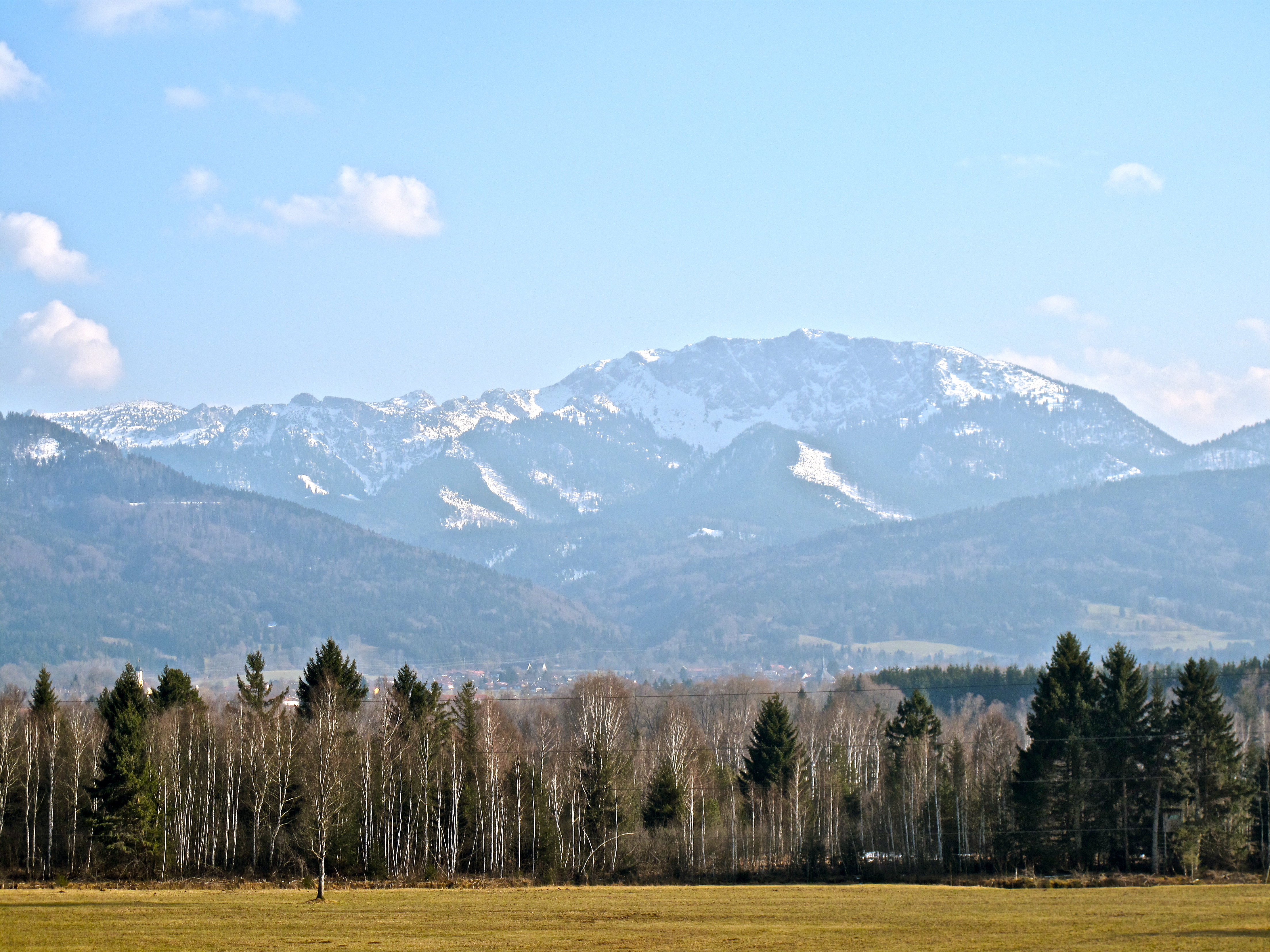
Blick über das Moor auf die Benediktenwand

Die Loisach-Kochelsee-Moore sind ein aus Nieder- und Hochmooren bestehendes, 3600 Hektar großes Gebiet an der Loisach in Oberbayern, die unter Naturschutz steht. Der Großteil der Fläche ist sowohl als FFH- als auch als Vogelschutzgebiet ausgewiesen. Das zum Gebiet gehörende Sindelbachfilz ist Naturschutzgebiet. Sie sind Teil der Tölzer Moorachse.

## Beschreibung
Die geomorphologische Struktur der Moorlandschaft wurde am Ende der Würmeiszeit durch den Isar-Loisach-Gletscher geprägt und erstreckt sich zwischen Penzberg im Norden und dem Kochelsee im Süden sowie zwischen Sindelsdorf/Schlehdorf im Westen und Benediktbeuern im Osten. Seit zirka 1000 Jahren wird die Moorlandschaft durch die Klöster Benediktbeuern und Schlehdorf landwirtschaftlich nutzbar gemacht, wodurch unter anderem artenreiche Streuwiesen entstanden sind.
Die Moorlandschaft stellt ein ausgedehntes und dennoch zusammenhängendes Feuchtgebiet dar, das mitunter Lebensraum für viele bedrohte Lebewesen bietet, so zum Beispiel für den Großen Brachvogel, die Bekassine, den Eisvogel, den Kiebitz und das Braunkehlchen. Im Winter finden sich Kornweihe, Rohrweihe, Raubwürger, Krick- und Schellente und viele weitere Vogelarten in der Moorlandschaft. Insgesamt sind über 200 Vogelarten nachgewiesen, darunter viele Wiesenbrüter, weshalb auf diesen ein besonderes Augenmerk bei der Ausrichtung des Schutzes gelegt wird.
Um die Entwicklung und den Schutz des Moores kümmert sich unter anderem die Gebietsbetreuung Isar-Loisach-Moore die durch das Naturschutzbüro des Zentrums für Umwelt und Kultur Benediktbeuern übernommen wird.